# Sundbyberg (Gemeinde)
Koordinaten: 59° 22′ N, 17° 58′ O

Sundbyberg ist eine Gemeinde (schwedisch kommun) in der schwedischen Provinz Stockholms län mit 48.593 Einwohnern (30. Juni 2017). Die Gemeinde hat städtischen Charakter und grenzt an die Gemeinden Stockholm und Solna. Mit 8,8 km² ist sie die flächenmäßig kleinste Gemeinde Schwedens. Darüber hinaus ist Sundbyberg eine der Gemeinden Schwedens, die sich weiterhin als stad bezeichnen.

## Stadtteile
Stadtteile innerhalb der Gemeinde Sundbyberg sind:
| - Centrala Sundbyberg - Duvbo - Hallonbergen - Lilla Alby - Lilla Ursvik | - Ör - Rissne - Stora Ursvik (im Bau) - Storskogen |

## Geschichte

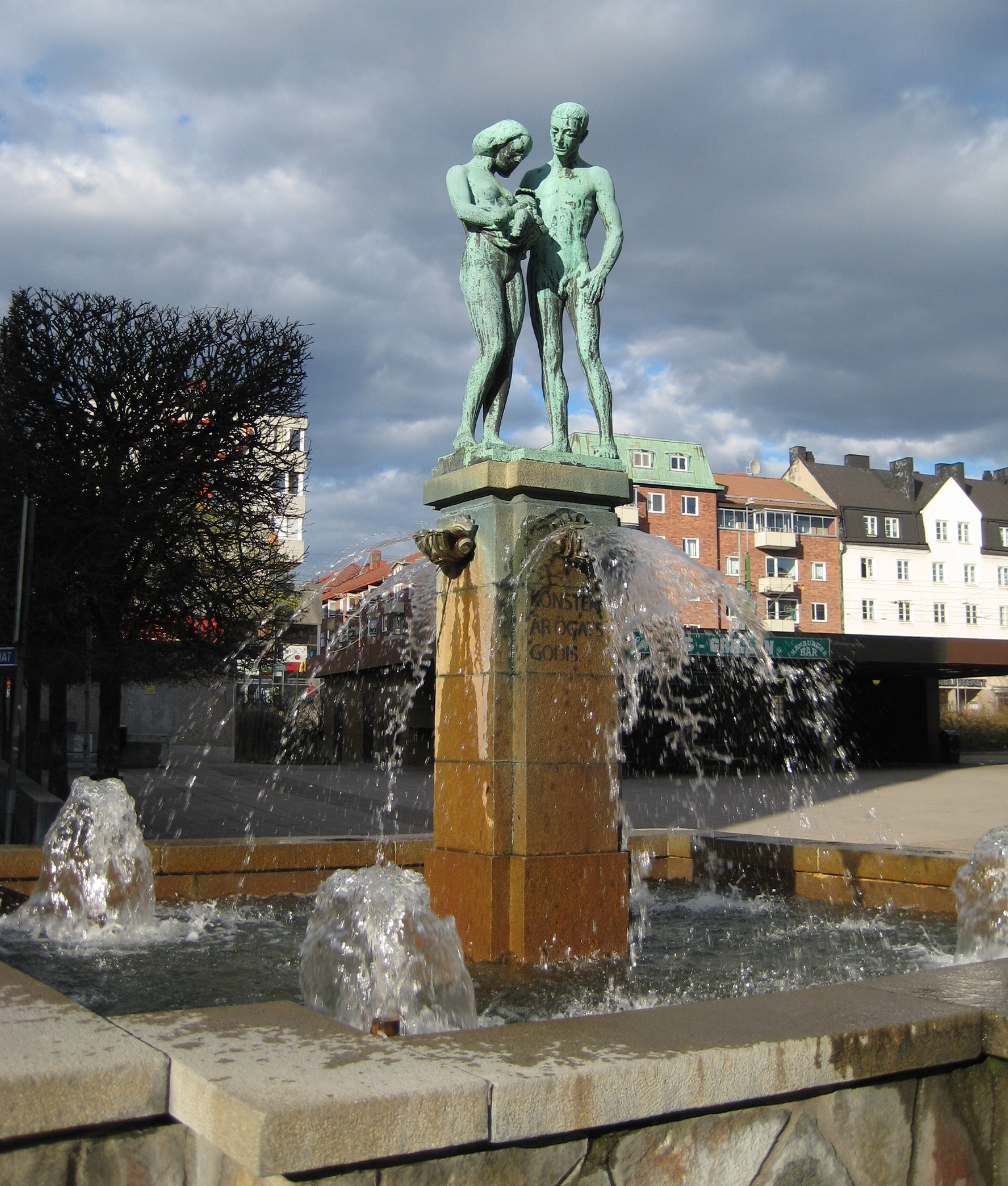
Brunnen auf dem Sundbybergs torg im Ortszentrum

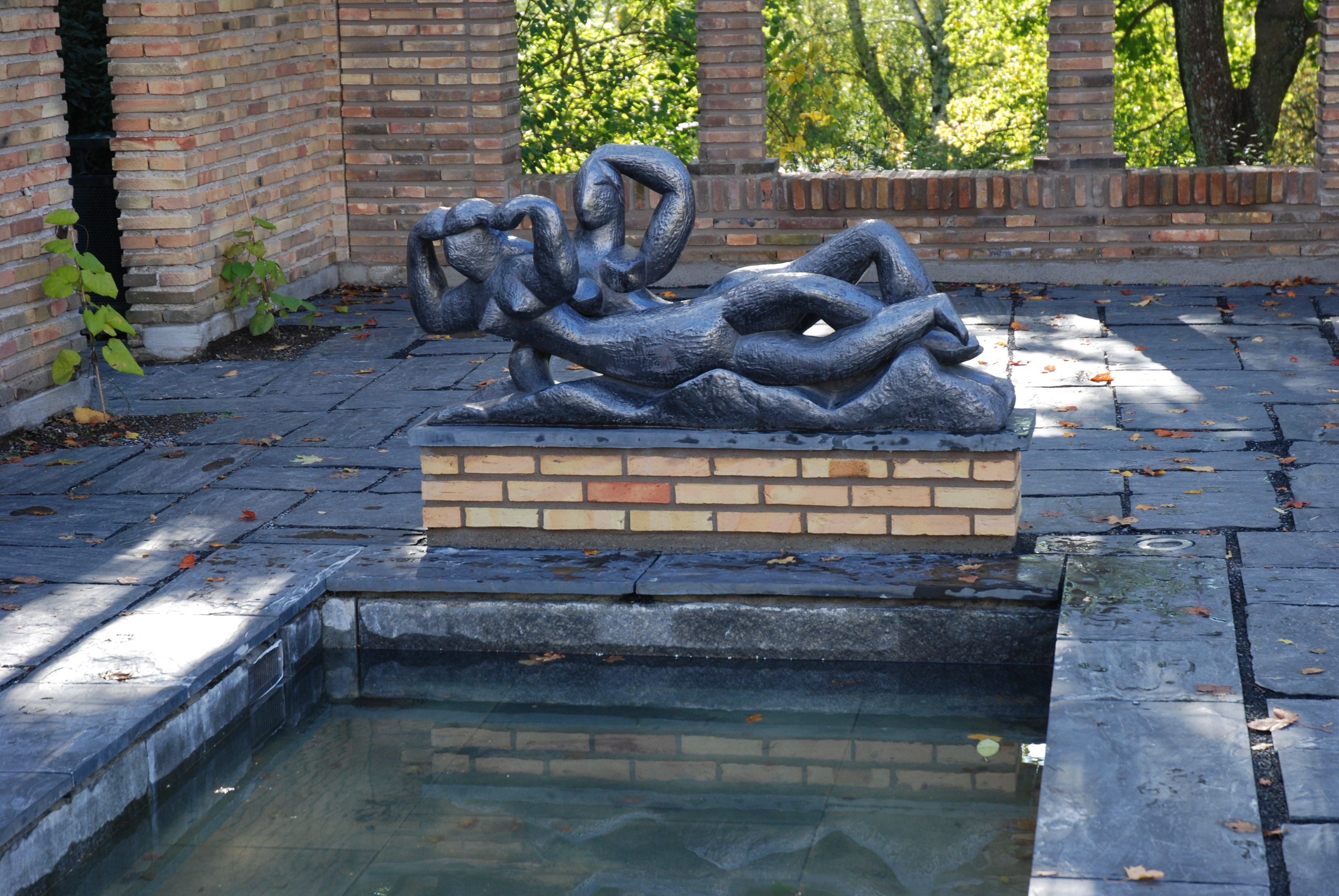
Undinen (1934) von Henri Laurens im Maraboupark

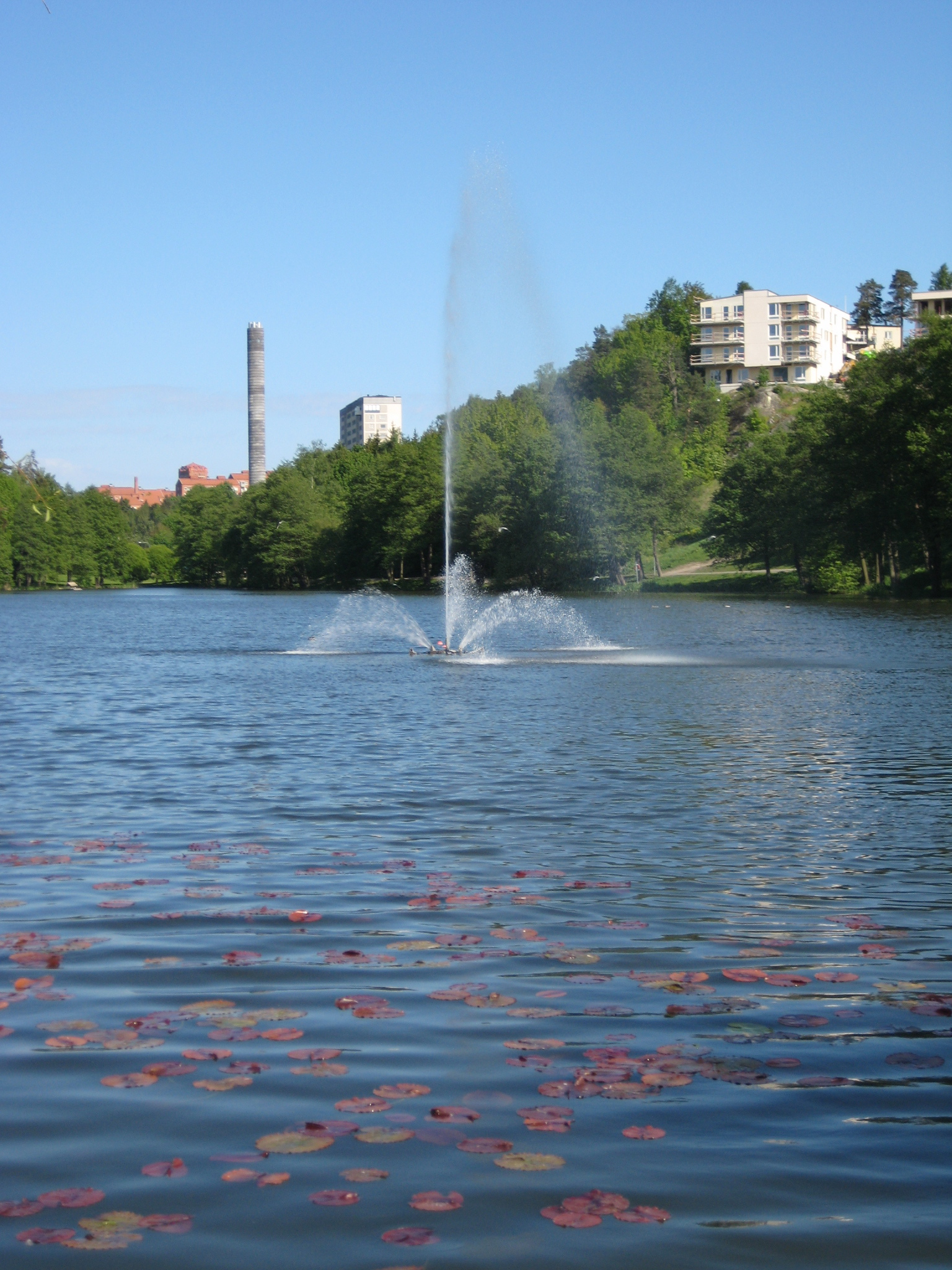
Der Lötsjön

Die Siedlung entstand zum Ende des 19. Jahrhunderts als Vorort der damaligen Gemeinde Bromma entlang der Eisenbahnlinie nach Västerås. Auslöser war das Fehlen von Wohnraum in der Region Stockholm. Der Eigentümer des damaligen Gutshofes Sundbyberg, Anders Petter Löfström, verkaufte zunächst rund 40 Grundstücke rund um den neuen Bahnhof Sundbyberg. Dort siedelten sich Arbeiterfamilien an. Allmählich kamen auch Industrie- und Handwerksbetriebe hinzu. Sundbyberg wuchs schnell und hatte den Hauptort Bromma in Bezug auf die Einwohnerzahl bald übertroffen. 1888 wurde Sundbyberg deshalb von Bromma getrennt und bildete zunächst eine eigenständige Minderstadt (schwedisch köping). 1927 erhielt Sundbyberg die Stadtrechte.
1949 wurden die Orte Lilla Alby, Lilla Ursvik und Duvbo eingemeindet. Danach entstanden die Neubaugebiete Storskogen, Ör, Hallonbergen und Rissne. Im Jahr 2006 wurde mit dem Bau des neuen Stadtteils Stora Ursvik begonnen. Die Bautätigkeit hier soll bis zum Jahr 2016 abgeschlossen sein.
Im Zuge der für 1971 geplanten Kommunalreform in Schweden war vorgesehen, die damalige Stadt Sundbyberg mit der damaligen Stadt Solna zu vereinen. Daher wurden diese beiden Städte 1964 zu einem sogenannten „kommunblock“ zusammengefasst, um auf administrativer und politischer Ebene zusammenzuarbeiten und die Vereinigung damit zu erleichtern. Der Zusammenschluss wurde jedoch nicht verwirklicht. Stattdessen entstand 1971 die Gemeinde Sundbyberg.
Der Sundbyberger Maraboupark wurde Sieger des Wettbewerbs „Schwedens schönster Park 2008“.
Auf dem Gebiet der Gemeinde liegt der in den 1970er-Jahren geplante Stadtteil Kymlinge, der nicht gebaut wurde. Die an der auf diesem Abschnitt 1977 eröffneten U-Bahn-Linie bereits weitgehend errichtete gleichnamige U-Bahn-Haltestelle wurde bislang nicht in Betrieb genommen.

## Verkehr
Knotenpunkt des Pendelverkehrs nach Stockholm oder von umliegenden Orten zu den hier ansässigen Industriebetrieben ist der Bahnhof Sundbyberg. Hier halten sowohl die Vorortzug-Linien J43, J43X und J44 (bis Dezember 2017 gab es nur die Line J35 mit täglich 11300 Zusteigenden) als auch Regionalzüge. Sundbyberg ist einer der wenigen Bahnhöfe, wo Vorortzüge und Regionalzüge am gleichen Bahnsteig halten.
Direkt unter dem Bahnhof liegt die U-Bahn-Station Sundbybergs centrum der Blauen Linie (T10) mit 12000 Zusteigenden täglich. 
Am Bahnhofsvorplatz halten die Tvärbana (täglich 2700 Zusteigende) und einige Busse. Weitere Busse halten auf der Nordseite des Bahnhofs (Busse zusammen 4800 Zusteigende pro Tag).
Weitere Stationen der U-Bahn in Sundbyberg sind Duvbo (2500 Zusteigende pro Tag), Hallonbergen (7700 Zusteigende pro Tag) und Rissne (6100 Zusteigende pro Tag).
Im Zuge des vierspurigen Ausbaus der Mälarbanan Tomteboda–Kallhäll wird der Bahnhof Sundbyberg bis 2028 tiefgelegt.

## Städtepartnerschaften
| - Kirkkonummi, Finnland - Haringey, Vereinigtes Königreich | - Alūksne, Lettland - Sankt Veit an der Glan, Österreich |

## Söhne und Töchter der Stadt
- Arnold Sjöstrand (1903–1955), Schauspieler und Filmregisseur
- Mats Hessel (* 1961), Eishockeyspieler
- Dick Tärnström (* 1975), Eishockeyspieler
- Therese Alshammar (* 1977), Schwimmerin
- Mikael Tellqvist (* 1979), Eishockeytorwart
- Erika Linder (* 1990), Model und Schauspielerin
- Erik Figueroa (* 1991), Fußballspieler
- Romina Pourmokhtari (* 1995), Politikerin